# Diospyros thorelii
Diospyros thorelii är en tvåhjärtbladig växtart som först beskrevs av Paul Lecomte, och fick sitt nu gällande namn av T. H. Nguyên. Diospyros thorelii ingår i släktet Diospyros och familjen Ebenaceae. Inga underarter finns listade i Catalogue of Life.